# Samojedské jazyky
Samojedské jazyky tvoří společně s ugrofinskými jazyky uralskou jazykovou rodinu. Dohromady jimi mluví zhruba 30 000 lidí na obou stranách Uralského pohoří, v nejsevernějších částech Eurasie. Vznikly z prasamojedského jazyka, který se okolo 1. století po Kristu rozpadl na samojedské jazyky severní a jižní.

## Etymologie
Český termín samojedský je odvozen z ruského slova neznámého, snad přímo samojedského původu samojed („самоед“), jež označovalo některé z původních obyvatel Sibiře. Výraz je někdy považován za hanlivý, protože jeho původ je v rámci lidové etymologie objasňován z ruštiny jako Samo-jed ('samo-pojídač'). Proto ruský etnolog G. N. Prokofjev navrhl raději výraz samodijský, odkazující původně pouze k některým skupinám Něnců, jenž se však v západní srovnávací jazykovědě ani antropologii neuchytil. Jiné teorie říkají, že slovo je kompozitní podobně jako laponský výraz Same-edne – 'země Sámů' a nese i podobný význam, nicméně s odkazem k Samojedům. Nejvíce podobná pravdě je hypotéza o původu etnonyma Samojed z vlastního označení některých skupin Enců „Somaté“.

## Klasifikace
- Samojedské jazyky
  - Severní samojedské jazyky
    - Enečtina (jenisejská samojedština) – téměř vymřelá
    - Něnečtina (juračtina)
    - Nganasanština (tavgijština, tavgijská samojedština)

  - Jižní samojedské jazyky
    - † Kamasinština - vymřelá
    - † Matorština (motorština) – vymřelá
    - † Matorsko-tajgijsko-karagský jazyk – vymřelý
    - † Koibalština – vymřelá
    - Selkupština